# Anna Janßen
Anna Janßen (* 28. August 2001 in Kevelaer) ist eine deutsche Sportschützin. Sie feierte seit 2022 sowohl mit dem Luftgewehr als auch im Dreistellungskampf mit dem Kleinkalibergewehr mehrere Weltcupsiege. 2022 wurde sie im Kleinkaliber-Dreistellungskampf Weltmeisterin mit dem Team und war 2024 Weltranglistenerste in der Disziplin 10 m Luftgewehr. Am 15. Oktober 2024 stellte sie den Weltrekord über 10 m Luftgewehr mit 636,9 Ringen auf.

## Werdegang
Anna Janßen stammt aus dem Kevelaerer Ortsteil Berendonk. Als Kind begann sie zusammen mit ihrer Zwillingsschwester Franka mit dem Schießsport und folgte damit dem Vorbild ihres älteren Bruders. Ihr Heimatverein ist die Schieß-Sport-Gemeinschaft (SSG) Kevelaer. Früh wurde sie vom Vereins- und Landestrainer Rudi Joosten gefördert und in den Rheinlandkader aufgenommen. Auf internationaler Ebene trat Janßen 2017 erstmals in Erscheinung, als sie unter anderem bei der Junioren-Weltmeisterschaft in Suhl die Silbermedaille mit dem Luftgewehr gewann und dabei besser abschnitt als die Olympiasiegerin von 2016 Virginia Thrasher. 2018 wurde sie in Győr Junioren-Europameisterin im Einzel- und im Teamwettbewerb. Außerdem nahm sie an den Olympischen Jugend-Sommerspielen 2018 in Buenos Aires teil und belegte dort mit dem Luftgewehr den vierten Rang. In den folgenden Jahren feierte Janßen weitere Erfolge im Nachwuchsbereich und wurde bei ihren letzten Titelkämpfen als Juniorin in Lima 2021 zweifache Weltmeisterin mit dem Kleinkalibergewehrgewehr (im Liegendschießen sowie im Mixed-Dreistellungskampf mit Max Braun). Sie legte im gleichen Jahr ihr Abitur ab und zog anschließend für ein Gartenbaustudium nach Freising in Oberbayern. Nach ihrem Umzug trainierte sie am Stützpunkt in Garching bei Wolfram Waibel.
Schon als Juniorin erhielt Janßen 2019 erste Einsätze im Weltcup der Erwachsenen. Während der COVID-19-Pandemie fanden 2020 monatelang keine internationalen Wettkämpfe statt. Janßen sprach von dieser Zeit später als Motivationskrise: Das Training habe sie zwischenzeitlich Überwindung gekostet, weil sie durch die Zwangspause gemerkt habe, wie zeitintensiv der Sport sei. Sie nahm an der Europameisterschaft 2021 in Osijek teil und erreichte dort im Luftgewehr-Wettkampf als beste deutsche Athletin den zwölften Rang, womit sie die Qualifikation für die Olympischen Spiele in Tokio verpasste. 2022 stieg Janßen mit Weltcupsiegen in Rio de Janeiro sowie in Changwon in die internationale Spitze auf. Sie qualifizierte sich sowohl mit dem Kleinkalibergewehr als auch mit dem Luftgewehr für das Weltcupfinale der besten zwölf Schützinnen in Kairo, wo sie mit dem Kleinkalibergewehr im Dreistellungskampf siegte. Zudem wurde Janßen 2022 Weltmeisterin mit dem Kleinkalibergewehr-Team und führte die SSG Kevelaer zum dritten Mal in Folge zum deutschen Meistertitel.
Im Februar 2023 wählten sie die Leser der Deutschen SchützenZeitung des Deutschen Schützenbundes zur Schützin des Jahres 2022. Kurz darauf gewann sie bei der Europameisterschaft 2023 in Tallin jeweils eine Bronze-Medaille im 10 m Luftgewehr und 10 m Luftgewehr Mannschafts Wettbewerb. Nach durchwachsenen Ergebnissen bei mehreren Weltcups konnte Janßen bei den Europaspielen 2023 den dritten Platz mit der Mannschaft im Dreistellungskampf gewinnen. Im August desselben Jahres gewann sie bei der Schieß-Weltmeisterschaften 2023 in Baku ebenfalls die Bronze-Medaille, dieses Mal mit der Mannschaft im 10 m Luftgewehr-Wettkampf.
2024 feierte Janßen mehrere Siege bei Weltcups sowie bei den Europameisterschaften in Győr und qualifizierte sich für die Teilnahme an den Olympischen Spielen 2024 in Paris. Janßen war zu diesem Zeitpunkt eine der wenigen Schützinnen aus der Weltspitze, die nicht durch die Arbeit für eine staatliche Stelle wie die Polizei oder das Militär Geld verdiente. Finanzielle Unterstützung erfuhr sie überwiegend durch den Gartenbaubetrieb ihrer Eltern und die Stiftung Deutsche Sporthilfe, zusätzlich hatte sie lokale Sponsoren. Im Frühjahr 2024 war Janßen Weltranglistenerste mit dem Luftgewehr und stand auf dem zweiten Platz der Weltrangliste im Kleinkaliber-Dreistellungskampf.
Bei den Olympischen Spielen konnte sich Janßen mit ihrem Sportschützenkollegen Maximilian Ulbrich für das Mixed-Bronzematch qualifizieren. Dort unterlagen sie dem kasachischen Duo Alexandra Le und Islam Sätbajew nach 60 Schüssen mit 630,8 zu 629,7 Ringen und belegten damit den vierten Platz. Im Einzel mit dem Luftgewehr belegte Janßsen Rang 19, im Dreistellungskampf mit dem Kleinkaliber wurde sie Elfte. Das Jahr 2024 beendete Janßen mit ihrem vierten deutschen Meistertitel im 10 m Luftgewehr.

## Ausrüstung
Anna Janßen schießt ein Luftgewehr des Typs Walther LG 500 itec sowie ein Kleinkalibergewehr des Typs Walther KK 500 expert der Ulmer Büchsenmacherei Carl Walther. Die Schießkleidung entstammt der Linie Capitex NSG Topline des indischen Herstellers Capapie.

## Erfolge

### Olympische Spiele
| Jahr | Ort   | Platzierung | Disziplin             | Datum            |
| ---- | ----- | ----------- | --------------------- | ---------------- |
| 2024 | Paris | 4.          | 10 m Luftgewehr Mixed | 27.7. – 5.8.2024 |

### Weltmeisterschaften
| Jahr | Ort      | Platzierung | Disziplin                                       | Datum            |
| ---- | -------- | ----------- | ----------------------------------------------- | ---------------- |
| 2018 | Changwon | 7.          | 10 m Luftgewehr Mannschaft                      | 2.9.-14.9.2018   |
| 2018 | Changwon | 7.          | 50 m Kleinkaliber Dreistellungskampf Mannschaft | 2.9.-14.9.2018   |
| 2022 | Kairo    | 1.          | 50 m Kleinkaliber Dreistellungskampf Mannschaft | 12.10-27.10.2022 |
| 2022 | Kairo    | 3.          | 50 m Kleinkaliber Dreistellungskampf Mixed      | 12.10-27.10.2022 |
| 2022 | Kairo    | 4.          | 10 m Luftgewehr                                 | 12.10-27.10.2022 |
| 2023 | Baku     | 3.          | 10 m Luftgewehr Mannschaft                      | 14.8.-1.9.2023   |
| 2023 | Baku     | 4.          | 50 m Kleinkaliber Dreistellungskampf Mannschaft | 14.8.-1.9.2023   |
| 2023 | Baku     | 10.         | 50 m Kleinkaliber Dreistellungskampf            | 14.8.-1.9.2023   |
| 2023 | Baku     | 12.         | 10 m Luftgewehr                                 | 14.8.-1.9.2023   |

### Europaspiele
| Jahr | Ort     | Platzierung | Disziplin                                       | Datum           |
| ---- | ------- | ----------- | ----------------------------------------------- | --------------- |
| 2023 | Breslau | 3.          | 50 m Kleinkaliber Dreistellungskampf Mannschaft | 21.6.-02.7.2023 |
| 2023 | Breslau | 7.          | 10 m Luftgewehr Mannschaft                      | 21.6.-02.7.2023 |
| 2023 | Breslau | 12.         | 10 m Luftgewehr                                 | 21.6.-02.7.2023 |

### Worldcups
| Jahr | Ort            | Platzierung | Disziplin                                       | Datum           |
| ---- | -------------- | ----------- | ----------------------------------------------- | --------------- |
| 2022 | Rio de Janeiro | 1.          | 10 m Luftgewehr                                 | 9.4.-19.4.2022  |
| 2022 | Rio de Janeiro | 1.          | 10 m Luftgewehr Mannschaft                      | 9.4.-19.4.2022  |
| 2022 | Rio de Janeiro | 2.          | 50 m Kleinkaliber Dreistellungskampf            | 9.4.-19.4.2022  |
| 2022 | Changwon       | 1.          | 50 m Kleinkaliber Dreistellungskampf            | 9.7.-22.7.2022  |
| 2022 | Changwon       | 1.          | 50 m Kleinkaliber Dreistellungskampf Mannschaft | 9.7.-22.7.2022  |
| 2022 | Changwon       | 3.          | 50 m Kleinkaliber Dreistellungskampf Mixed      | 9.7.-22.7.2022  |
| 2023 | Rio de Janeiro | 1.          | 10 m Luftgewehr Mixed                           | 12.9.-19.9.2023 |
| 2024 | Kairo          | 1.          | 10 m Luftgewehr                                 | 24.1.-1.2.2024  |
| 2024 | Kairo          | 1.          | 10 m Luftgewehr Mannschaft                      | 24.1.-1.2.2024  |
| 2024 | Granada        | 1.          | 10 m Luftgewehr Mixed                           | 10.2.-18.2.2024 |
| 2024 | Granada        | 3.          | 10 m Luftgewehr                                 | 10.2.-18.2.2024 |
| 2024 | Baku           | 1.          | 50 m Kleinkaliber Dreistellungskampf            | 1.5.-12.5.2024  |
| 2024 | Baku           | 3.          | 50 m Kleinkaliber Dreistellungskampf Mixed      | 1.5.-12.5.2024  |

### Junioren-Weltmeisterschaften
| Jahr | Ort  | Platzierung | Disziplin                                       | Datum            |
| ---- | ---- | ----------- | ----------------------------------------------- | ---------------- |
| 2017 | Suhl | 2.          | 10 m Luftgewehr                                 | 12.10-27.10.2022 |
| 2017 | Suhl | 3.          | 10 m Luftgewehr Mannschaft                      | 12.10-27.10.2022 |
| 2021 | Lima | 1.          | 50 m liegend Kleinkaliber                       | 27.9-10.10.2021  |
| 2021 | Lima | 1.          | 50 m Kleinkaliber Dreistellungskampf Mixed      | 27.9-10.10.2021  |
| 2021 | Lima | 3.          | 50 m Kleinkaliber Dreistellungskampf Mannschaft | 27.9-10.10.2021  |

### Junioren-Europameisterschaften
| Jahr | Ort     | Platzierung | Disziplin                          | Datum           |
| ---- | ------- | ----------- | ---------------------------------- | --------------- |
| 2017 | Maribor | 1.          | 10 m Luftgewehr Mannschaft         | 6.3.-12.3.2017  |
| 2017 | Maribor | 3.          | 10 m Luftgewehr                    | 6.3.-12.3.2017  |
| 2018 | Györ    | 1.          | 10 m Luftgewehr                    | 15.3.-25.3.2018 |
| 2018 | Györ    | 1.          | 10 m Luftgewehr Mannschaft         | 15.3.-25.3.2018 |
| 2019 | Osijek  | 2.          | 10 m Luftgewehr                    | 16.3.-25.3.2019 |
| 2019 | Osijek  | 2.          | 10 m Luftgewehr Mixed              | 16.3.-25.3.2019 |
| 2019 | Osijek  | 3.          | 10 m Luftgewehr Mannschaft         | 16.3.-25.3.2019 |
| 2019 | Bologna | 1.          | 50 m Dreistellungskampf            | 11.9.-23.9.2019 |
| 2019 | Bologna | 1.          | 50 m Dreistellungskampf Mannschaft | 11.9.-23.9.2019 |

### ISSF Junioren-World Cups
| Jahr | Ort  | Platzierung | Disziplin                          | Datum           |
| ---- | ---- | ----------- | ---------------------------------- | --------------- |
| 2018 | Suhl | 2.          | 10 m Luftgewehr Mixed              | 22.6.-29.6.2018 |
| 2019 | Suhl | 1.          | 50 m Dreistellungskampf            | 12.7.-20.7.2019 |
| 2019 | Suhl | 1.          | 50 m Dreistellungskampf Mannschaft | 12.7.-20.7.2019 |

### Deutsche Meisterschaften
| Jahr | Ort     | Platzierung | Disziplin       | Datum          |
| ---- | ------- | ----------- | --------------- | -------------- |
| 2017 | München | 1.          | 10 m Luftgewehr | 24.8.-4.9.2017 |
| 2018 | München | 1.          | 10 m Luftgewehr | 23.8.-3.9.2018 |
| 2022 | München | 1.          | 10 m Luftgewehr | 26.8.-4.9.2022 |
| 2024 | München | 1.          | 10 m Luftgewehr | 24.8.-3.9.2024 |

### Weltrekord
636,9 Ringe bei 60 Schuss in der 10-m-Luftgewehr-Qualifikation beim Weltcup-Finale in Neu-Delhi am 15. Oktober 2024.

### Ehrungen
- Schützin des Jahres 2022[15]